# بروس أكيرمان
بروس أكيرمان (بالإنجليزية: Bruce Ackerman)‏ هو فيلسوف أمريكي، ولد في 19 أغسطس 1943 في نيويورك في الولايات المتحدة.

## وصلات خارجية
- بروس أكيرمان على موقع إن إن دي بي (الإنجليزية)